# Herakliusz (patriarcha Jerozolimy)
Herakliusz (zm. 1191) – francuski duchowny rzymskokatolicki, patriarcha Jerozolimy w latach 1180-1191
Pochodził z Owernii. Mimo braków w edukacji zrobił karierę w hierarchii kościelnej Królestwa Jerozolimskiego. Zawdzięczał ją hrabinie Agnieszce z Courtenay, matce króla Baldwina IV, która pałała do niego uczuciem. Dzięki jej poparciu został najpierw arcybiskupem Cezarei, a po śmierci Amalryka z Nesle łacińskim patriarchą Jerozolimy.
Kilka miesięcy po wyborze na patriarchę pod błahym pretekstem obłożył ekskomuniką swojego kontrkandydata, Wilhelma, arcybiskupa Tyru. Było to spowodowane nie tylko chęcią pogrążenia konkurenta, ale także interesami stronnictwa Lusignanów i Courtenayów, do którego Herakliusz należał z racji protekcji hrabiny Agnieszki. Niesprawiedliwie potraktowany Wilhelm chciał przedstawić swoją sprawę sądowi papieskiemu w Rzymie, ale, będąc już we Włoszech, został otruty - prawdopodobnie przez agentów Herakliusza.
Patriarcha koronował dwoje władców Jerozolimy: Baldwina V w 1185 roku oraz Sybillę w 1186 roku (koronacji Gwidona de Lusignan dokonała sama królowa). Herakliusz uczestniczył w spisku, który utorował Gwidonowi i Sybilli drogę do korony królewskiej.
W czasie wojny z Saladynem w 1187 roku patriarcha, ze względu na rzekomą chorobę, pozostał
w Jerozolimie. Święty Krzyż, tradycyjnie towarzyszący armii Królestwa Jerozolimskiego podczas wypraw wojennych, powierzył biskupowi Akki.
Po klęsce pod Hittin Herakliusz wraz z wielkimi mistrzami zakonów rycerskich oraz Balianem z Ibelinu kierował przygotowaniami Jerozolimy do obrony. Po kapitulacji miasta 2 października wzbudził zgorszenie zarówno wśród chrześcijan, jak i muzułmanów, kiedy wykupił się z niewoli za ustaloną przez Saladyna kwotę 10 dinarów i wraz ze swoim ogromnym majątkiem wyjechał z miasta, nie oglądając się na rzesze biedaków, którzy nie mieli czym zapłacić.
Herakliusz zmarł latem 1191 roku, podczas oblężenia Akki przez krzyżowców.

## Życie prywatne
Herakliusz słynął z rozwiązłego życia, które budziło zgorszenie wśród ludności Królestwa Jerozolimskiego. Utrzymywał liczne kochanki. Miał ponadto konkubinę Paschię de Rivieri, którą nazywano Madame Patriarchesse. 